# Pressagny-l'Orgueilleux
Pressagny-l'Orgueilleux és un municipi francès situat al departament de l'Eure i a la regió de Normandia. L'any 2007 tenia 720 habitants.

## Demografia

### Població
El 2007 la població de fet de Pressagny-l'Orgueilleux era de 720 persones. Hi havia 270 famílies de les quals 40 eren unipersonals (12 homes vivint sols i 28 dones vivint soles), 119 parelles sense fills, 103 parelles amb fills i 8 famílies monoparentals amb fills.
La població ha evolucionat segons el següent gràfic:
Habitants censats

### Habitatges
El 2007 hi havia 321 habitatges, 273 eren l'habitatge principal de la família, 39 eren segones residències i 9 estaven desocupats. 314 eren cases i 4 eren apartaments. Dels 273 habitatges principals, 251 estaven ocupats pels seus propietaris, 14 estaven llogats i ocupats pels llogaters i 8 estaven cedits a títol gratuït; 13 tenien dues cambres, 14 en tenien tres, 78 en tenien quatre i 168 en tenien cinc o més. 229 habitatges disposaven pel capbaix d'una plaça de pàrquing. A 106 habitatges hi havia un automòbil i a 157 n'hi havia dos o més.

### Piràmide de població
La piràmide de població per edats i sexe el 2009 era:
| Homes | Edats   | Dones |
| ----- | ------- | ----- |
| 0     | 95 o +  | 0     |
| 0     | 90 a 94 | 4     |
| 8     | 85 a 89 | 0     |
| 4     | 80 a 84 | 4     |
| 4     | 75 a 79 | 12    |
| 16    | 70 a 74 | 12    |
| 16    | 65 a 69 | 32    |
| 20    | 60 a 64 | 12    |
| 20    | 55 a 59 | 12    |
| 36    | 50 a 54 | 56    |
| 28    | 45 a 49 | 24    |
| 36    | 40 a 44 | 36    |
| 24    | 35 a 39 | 28    |
| 12    | 30 a 34 | 20    |
| 20    | 25 a 29 | 8     |
| 20    | 20 a 24 | 20    |
| 32    | 15 a 19 | 24    |
| 24    | 10 a 14 | 24    |
| 40    | 5 a 9   | 24    |
| 20    | 0 a 4   | 8     |

## Economia
El 2007 la població en edat de treballar era de 467 persones, 334 eren actives i 133 eren inactives. De les 334 persones actives 304 estaven ocupades (156 homes i 148 dones) i 30 estaven aturades (16 homes i 14 dones). De les 133 persones inactives 62 estaven jubilades, 35 estaven estudiant i 36 estaven classificades com a «altres inactius».

### Ingressos
El 2009 a Pressagny-l'Orgueilleux hi havia 273 unitats fiscals que integraven 720 persones, la mediana anual d'ingressos fiscals per persona era de 21.718 €.

### Activitats econòmiques
Dels 18 establiments que hi havia el 2007, 1 era d'una empresa de fabricació d'altres productes industrials, 3 d'empreses de construcció, 5 d'empreses de comerç i reparació d'automòbils, 2 d'empreses d'hostatgeria i restauració, 1 d'una empresa financera, 1 d'una empresa immobiliària, 3 d'empreses de serveis, 1 d'una entitat de l'administració pública i 1 d'una empresa classificada com a «altres activitats de serveis».
Dels 7 establiments de servei als particulars que hi havia el 2009, 1 era un taller de reparació d'automòbils i de material agrícola, 2 paletes, 1 empresa de construcció, 1 perruqueria, 1 restaurant i 1 agència immobiliària.
L'únic establiment comercial que hi havia el 2009 era una botiga de menys de 120 m².
L'any 2000 a Pressagny-l'Orgueilleux hi havia 3 explotacions agrícoles.

## Equipaments sanitaris i escolars
El 2009 hi havia una escola elemental integrada dins d'un grup escolar amb les comunes properes formant una escola dispersa.

## Poblacions més properes
El següent diagrama mostra les poblacions més properes.